# Vélez (Colombia)
Vélez è un comune della Colombia appartenente al dipartimento di Santander. Nella città si trova la cattedrale, sede del vescovo della Diocesi di Vélez.
L'abitato venne fondato da Martín Galeano nel 1539.